# Velebit (massif)
Pour les articles homonymes, voir Velebit.
Le Velebit est une chaîne de montagne côtière de la mer Adriatique appartenant aux Alpes dinariques, située en Croatie dans la région historique de la Lika. Elle s'étend de Senj au nord-ouest à Knin au sud-est.

## Géographie

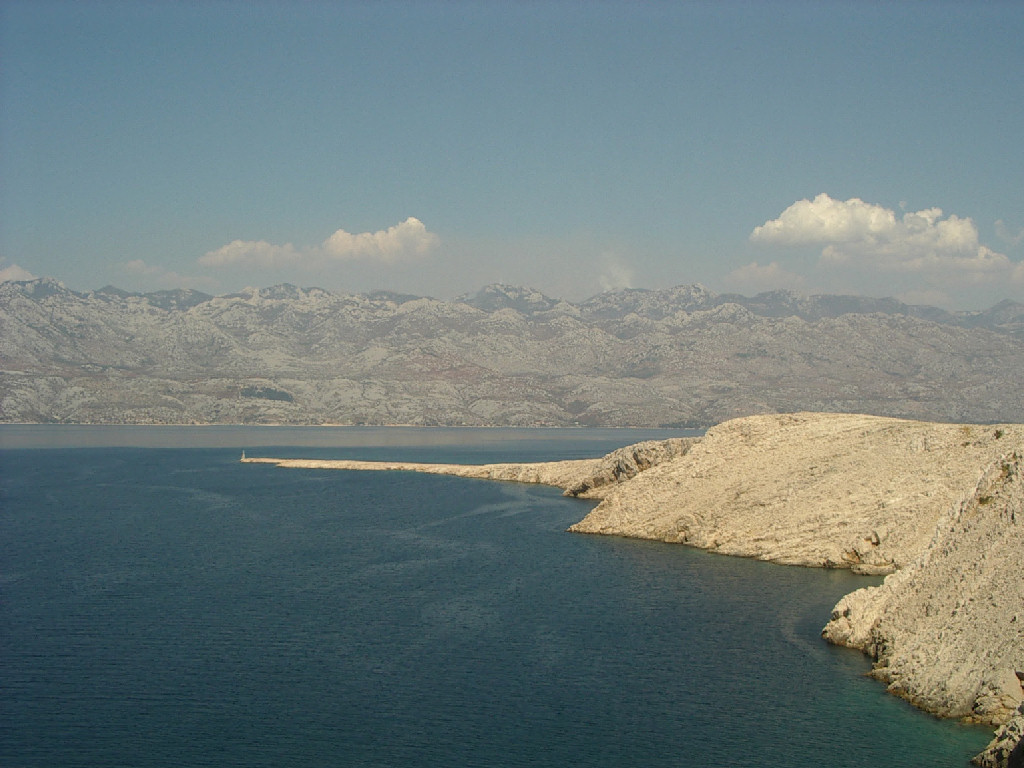
Vue de la partie centrale du massif du Velebit.

Le massif du Velebit est généralement divisé en quatre régions :
- la partie septentrionale, entre les cols de Vratnik et Veliki Alan, culminant au Mali Rajinac (1 699 m) ;
- la partie centrale, entre les cols de Veliki Alan et Baške Oštarije, culminant au Šatorina (1 624 m) ;
- la partie méridionale, entre Oštarije et Mali Alan, culminant au Vaganski vrh (1 757 m) ;
- la partie sud-est, avec le sommet remarquable du Crnopac (1 404 m).

Ce massif est karstifié ; il possède les cavités souterraines naturelles les plus longues (Jamski sustav Crnopac (de)) et les plus profondes de Croatie,.

### Climat
| Mois                                             | jan.         | fév.          | mars         | avril        | mai          | juin         | jui.         | août        | sep.         | oct.          | nov.          | déc.          | année           |
| ------------------------------------------------ | ------------ | ------------- | ------------ | ------------ | ------------ | ------------ | ------------ | ----------- | ------------ | ------------- | ------------- | ------------- | --------------- |
| Température minimale moyenne (°C)                | −6,1         | −6,5          | −4,3         | −1,2         | 3,8          | 7            | 9,4          | 9,5         | 6,2          | 2,4           | −2,3          | −5            | 1,1             |
| Température moyenne (°C)                         | −3,5         | −4            | −1,7         | 1,2          | 6,5          | 9,9          | 12,5         | 12,4        | 8,9          | 5             | 0,2           | −2,4          | 3,8             |
| Température maximale moyenne (°C)                | −0,7         | −0,9          | 1,4          | 4,4          | 10,1         | 13,6         | 16,6         | 16,9        | 12,6         | 8,4           | 3,2           | 0,5           | 7,2             |
| Record de froid (°C) date du record              | −24,5 7/1985 | −28,6 10/1956 | −22,6 1/1963 | −14,5 7/2003 | −9,8 12/1978 | −3,1 4/1962  | 0,2 16/1970  | −2 29/1995  | −4 26/2018   | −11,5 29/1997 | −16,8 24/1988 | −24,2 27/1996 | −28,6 10/2/1956 |
| Record de chaleur (°C) date du record            | 12,5 16/1993 | 13,8 6/2011   | 16,5 11/1990 | 19,4 28/2012 | 23,1 25/2009 | 26,4 14/2019 | 28,3 22/2015 | 28,2 4/2013 | 27,2 17/1975 | 20,6 1/1956   | 19,2 4/2004   | 14,6 13/1994  | 28,3 22/7/2015  |
| Nombre de jours avec gel                         | 0,2          | 0,1           | 0,2          | 0,4          | 0,7          | 0,1          | 0            | 0           | 0,6          | 1,2           | 0,7           | 0,2           | 4,5             |
| Ensoleillement (h)                               | 99,2         | 115,8         | 145,7        | 156          | 217          | 237          | 297,6        | 282,1       | 204          | 142,6         | 96            | 89,9          | 2 082,9         |
| Précipitations (mm)                              | 144,7        | 147,2         | 147          | 179,3        | 154,7        | 156,4        | 86,5         | 121,8       | 180,4        | 215,9         | 245,6         | 204           | 1 983,4         |
| Nombre de jours avec précipitations              | 14,7         | 14,1          | 14,4         | 16,1         | 13,6         | 13,6         | 9,6          | 9,4         | 11,7         | 13,7          | 15            | 15,4          | 161,3           |
| dont nombre de jours avec précipitations ≥ 10 mm | 5,4          | 4,7           | 4,9          | 6            | 5,1          | 4,8          | 2,7          | 3,6         | 5,4          | 6,2           | 7,4           | 6,1           | 62,5            |
| Humidité relative (%)                            | 80,6         | 79,8          | 80,4         | 81,1         | 78,6         | 77,1         | 72,6         | 73,5        | 77,9         | 80,8          | 82,6          | 81,4          | 78,9            |
| Nombre de jours avec neige                       | 29,1         | 27,2          | 29,8         | 27,9         | 9,9          | 1            | 0            | 0           | 0,5          | 4,7           | 16,1          | 27,6          | 173,9           |
| Nombre de jours d'orage                          | 0,9          | 1,4           | 1,2          | 2,5          | 2,9          | 5,2          | 4,6          | 4,9         | 5,1          | 3,4           | 2,9           | 1,7           | 36,7            |
| Nombre de jours avec brouillard                  | 20,8         | 17,9          | 18           | 17,1         | 14,6         | 12,1         | 8,9          | 9,8         | 14,1         | 19,2          | 20,7          | 20,8          | 194             |

| Diagramme climatique                                  |               |            |              |              |            |             |              |              |             |              |          |
| J                                                     | F             | M          | A            | M            | J          | J           | A            | S            | O           | N            | D        |
| −0,7−6,1144,7                                         | −0,9−6,5147,2 | 1,4−4,3147 | 4,4−1,2179,3 | 10,13,8154,7 | 13,67156,4 | 16,69,486,5 | 16,99,5121,8 | 12,66,2180,4 | 8,42,4215,9 | 3,2−2,3245,6 | 0,5−5204 |
| Moyennes : • Temp. maxi et mini °C • Précipitation mm |               |            |              |              |            |             |              |              |             |              |          |

## Protection environnementale
Le massif a été proposé en 2005 pour une inscription au patrimoine mondial et figure sur la « liste indicative » de l’UNESCO dans la catégorie patrimoine naturel.
Le massif abrite le parc national de Paklenica, le parc national du Velebit septentrional et le parc naturel du Velebit (sv), formant la réserve de biosphère du massif du Velebit, reconnue par l'Unesco en 1977.